# Empis delumbis
Empis delumbis är en tvåvingeart som beskrevs av Axel Leonard Melander 1965. Empis delumbis ingår i släktet Empis och familjen dansflugor.
Artens utbredningsområde är Alaska. Inga underarter finns listade i Catalogue of Life.